# Coleophora triganella
Coleophora triganella é uma espécie de mariposa do gênero Coleophora pertencente à família Coleophoridae.